# Hästens ullhår
Ullhår kallas de mjuka, krulliga hårstrån som täcker föl under deras första levnadsår. Även gamla hästar och vissa raser anpassade för kallt klimat kan utveckla ullhår. Hästens övriga tre hårtyper är: täckhår, skyddshår och känselhår.